# Feliz pra Valer
Feliz Pra Valer é um álbum de estúdio da cantora brasileira Mara Maravilha, lançado em 2003 pela Line Records.
O álbum foi produzido por Beno César Michael Sullivan e Jairinho Manhães e conta com composições da própria Mara em parceria com sua mãe Marileide Félix. Conta com a regravação da música Amor perfeito, gravada por vários artistas seculares, entre eles Roberto Carlos. 
Por meio desde trabalho, Mara venceu o Troféu Talento 2004 nas categorias Melhor Interprete Feminino e Melhor Vídeo Clipe.